# Simbolisme a Catalunya
El Simbolisme a Catalunya va ser l'adaptació catalana del moviment artístic de les darreries del segle xix conegut com a simbolisme, d'origen francès i belga, en la poesia i altres arts. Els simbolistes de final del segle xix i principi del XX consideraven l'art com una religió que havia de salvar l'home del materialisme burgès. Alguns dels artistes més destacats del moviment van ser Santiago Rusiñol o Alexandre de Riquer.

## Història
A partir del 1893, es pot dir que el simbolisme arrela amb força a Barcelona. L'any 1893 és crucial per al modernisme, perquè el terme passa del sentit ampli i general de renovació d'una cultura a un de restringit i especialitzat en designació d'un moviment artístic i literari simbolista i decadentista dirigit per Rusiñol i Casellas. Aquest grup comença a reflectir una forta influència del simbolisme literari i plàstic, mitjançant la divulgació de l'obra de Puvis de Chavannes, Eugène Carrière i del prerafaelitisme. Aquest grup artístic i literari considera l'art una religió, per salvar-se del materialisme imperant a la societat burgesa de l'època.
Després de l'any 1892, Santiago Rusiñol (1861-1931) accentua l'aspecte intimista i psicològic del seu art. Pinta retrats de noies i dones joves mitjançant els quals vol suggerir un estat d'ànim, un sentiment de solitud i de malenconia que reflecteixen el sentiment de crisi, de decadència alhora personal i col·lectiva de final de segle. L'any 1894, l'artista rep la influència del prerafaelitisme britànic i s'adhereix al medievalisme neogòtic en els plafons ogivals, decoratius i al·legòrics alhora, per al Cau Ferrat.
L'any 1897 continua la via simbolista amb una curta incursió en el misticisme, amb quadres de monjos de Montserrat i, finalment, l'any 1898 a Granada aprofundeix el tema dels jardins. Aquests jardins de Rusiñol, sobretot els d'Aranjuez, són un viatge simbolista fora del temps a la recerca del repòs absolut; l'espai hi esdevé una escenografia tancada, un món ideal.
Alexandre de Riquer (1856-1920) va ser, amb Rusiñol, l'altre introductor del simbolisme plàstic a Catalunya, arran d'un viatge a Anglaterra el 1894, on va connectar amb el Modern Style britànic. Va conrear sobretot aleshores la pintura decorativa amb unes al·legories idealistes de les Quatre estacions, de La Poesia i de La Música i plafons per a l'Institut Industrial de Terrassa.
Tres pintors van practicar un simbolisme decorativista de caràcter francès. Josep Maria Tamburini (1856-1932) va adoptar una temàtica simbolista amb dones i fades, al·legories inconcretes, embolcallades de somieig, que emmarca en un paisatge boirós i sovint aquàtic, com la seva Ofèlia', o bé en un paisatge forestal, com a Harmonies del bosc'. Tamburini va crear un tipus de figura femenina que relaciona amb els núvols i l'aigua, en unes composicions inconcretes, el misteri de les quals resideix essencialment en la factura boirosa, plena de matisos que li permet el pastel, una de les seves tècniques preferides.
L'art posterior a l'any 1896 de Joan Brull (1863-1912) és molt semblant a la pintura lírica de Tamburini, amb les mateixes noies melangioses o somrients espiritualitzades per una tècnica boirosa que l'artista català deu, en part, al seu mestre parisenc, el pintor Raphael Collin. Brull va pintar alguns dels quadres més reeixits del simbolisme català amb vaporoses adolescents, meitat dones, meitat nimfes, també però una malenconiosa i voluptuosa Calipso que harmonitzava amb un paisatge somnolent i trist. En la seva obra mestra, Ensomni, l'expressió poètica deriva de la delicadesa del cromatisme i de la subtilitat de la pinzellada. L'art de Brull, carregat de reminiscències prerafaelites difuses, es relaciona sobretot amb l'evanescència dels pintors simbolistes francesos Aman-Jean o Levy-Dhurmer.
Adrià Gual (1872-1944), més conegut com a home de teatre, dramaturg i cartellista, va fugir l'any 1896 de l'estètica naturalista de La Colla del Safrà, de la qual era membre, per cultivar el simbolisme. Va pintar una al·legoria de La Música, una mena de nimfa extasiada, i La Rosada, obra en la qual associa íntimament l'art a la literatura, ja que el marc serveix de suport al seu poema de la mateixa temàtica. Es tracta d'una nostàlgica variació sobre el cicle de la vida i la mort, amb delicades notacions de correspondències.
Altres artistes van conrear durant aquest final del segle xix el simbolisme. Josep Triadó (1870-1929) pinta La Mort, en què associa la figura negra simbòlica de la Mort amb un paisatge d'hivern, boirós i desolat. Sebastià Junyent (1865-1908), artista inquiet, crític d'art, després d'una etapa naturalista s'inclina l'any 1899 cap a una pintura sentimental i psicològica que recorda la pintura intimista de Rusiñol, amb quadres com Clorosi. Després Junyent passa per una etapa religiosa amb l'Ave Maria, una de les composicions més originals del simbolisme català, tant per la gran llibertat de factura com per l'afrontament entre una Verge tímida, poruga, i un àngel prerafaelita seductor, de cabells vermells. Amb L'Anunciació, d'una gran simplicitat i puresa, la inspiració sembla venir dels primitius italians.

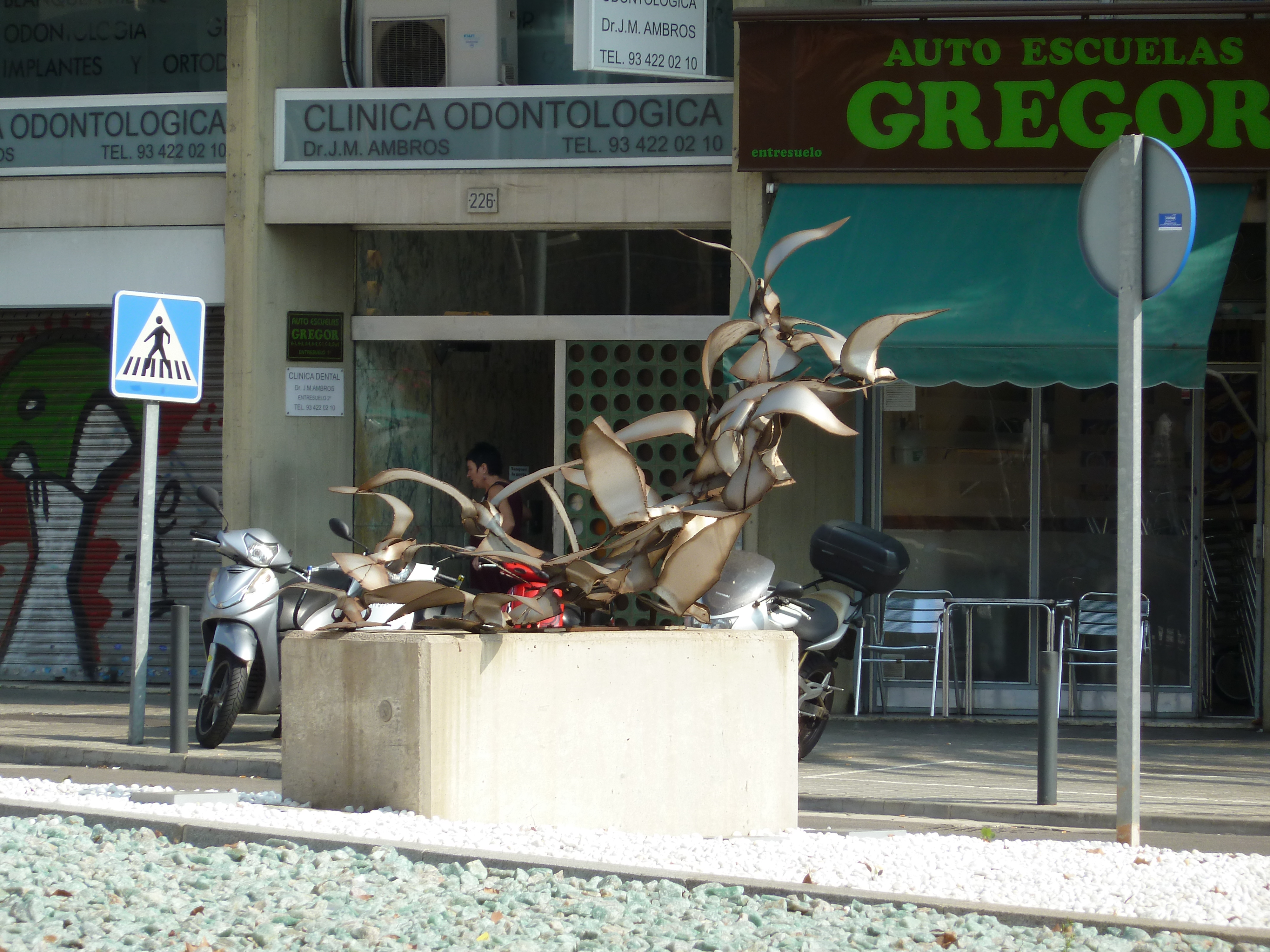
Vol de coloms, a l'Hospitalet de Llobregat

Paral·lelament a la pintura, el simbolisme va arrelar molt a les arts gràfiques, on Riquer va importar el simbolisme prerafaelita empeltat d'Art Nouveau. En la modalitat publicitària del cartell, Alexandre de Riquer va ser un capdavanter, però també trobem reeixits cartells d'Adrià Gual, Miquel Utrillo, Santiago Rusiñol i Gaspar Camps. En escultura ha destacat Ferran Soriano i Rivero amb obres presents a vies públiques de l'Hospitalet de Llobregat com Vol de coloms o Contrapunt.
Tornem a trobar Riquer com a mestre europeu de l'ex-libris artístic simbolista amb altres grans dibuixants com Josep Triadó, Joaquim Renart i Jaume Llongueras. La il·lustració de reculls poètics també va ser marcada pel simbolisme, particularment amb els reculls poètics d'Alexandre de Riquer, l'obra fantàstica d'Apel·les Mestres, Liliana (1907), les il·lustracions de Miquel Utrillo per a Oracions de Rusiñol, les de Lluís Bonnin per a Boires baixes de Josep Maria Roviralta, ell mateix decorador de la revista catalana simbolista Luz, o les de Ramon Pichot per a Fulls de la vida de Rusiñol.

## Decadència
Al principi del segle xx, el moment àlgid de l'art simbolista ja havia passat. La generació de pintors joves que es donen a conèixer aquests anys, els Nonell, Mir, Canals, Pidelaserra, Picasso, etc., practiquen un art de denúncia social, de miserabilisme expressionista contrari a l'evasionisme simbolista.
El simbolisme, llevat d'alguna excepció, com la de Sebastià Junyent o la de Lluís Masriera (1872-1958) amb paisatges poblats de nimfes o de fades, es refugia en les arts decoratives amb la seva expressió estilística Art Nouveau' i només perdura en la pintura decorativa amb els plafons alhora decoratius i simbolistes de Lluís Masriera, Joaquim Mir, Pau Roig, Adrià Gual i Joan Llimona.